# Charlie Faumuina
Charlie Chris Faumuina (Auckland, 24 dicembre 1986) è un rugbista a 15 neozelandese, che gioca nel ruolo di pilone. Campione del mondo 2015 con gli All Blacks, dal 2023 rappresenta Samoa.

## Biografia
Faumuina iniziò nel rugby a 13 prima di dedicarsi definitivamente al 15, collezionando i primi riconoscimenti con la convocazione nella Nuova Zelanda Under-21.
Nel 2007 esordì nel campionato provinciale nelle file di Auckland.
Nel 2009 si unì alla franchise dei Blues in Super Rugby.
Con un passato da terza linea centro a livello giovanile e paragonato nel 2012 da Pat Lam, allora allenatore dei Blues, a «una ballerina» per la sua agilità nonostante l'imponente fisico, Faumuina debuttò a livello internazionale con la Nuova Zelanda durante il Championship 2012 affrontando l'8 settembre l'Argentina a Wellington.
Segnò una meta nella partita degli All Blacks vinta 24-21 contro l'Inghilterra a Twickenham all'interno del tour europeo del 2014.
A seguire, fece parte dei convocati neozelandesi alla Coppa del Mondo di rugby 2015 in Inghilterra, laureandosi campione del mondo con la Nuova Zelanda.

## Palmarès
- Coppe del mondo: 1
Nuova Zelanda: 2015
- Campionati francesi: 3
Tolosa: 2018-19, 2020-21, 2022-23
- Champions Cup: 1
Tolosa: 2020-21
- National Provincial Championship: 1
Auckland: 2007